# Ranunculus rubrocalyx
Ranunculus rubrocalyx är en ranunkelväxtart. Ranunculus rubrocalyx ingår i släktet ranunkler, och familjen ranunkelväxter.

## Underarter
Arten delas in i följande underarter:
- R. r. rubrocalyx
- R. r. stewartii